# Gonophora lineata
Gonophora lineata es una especie de insecto coleóptero de la familia Chrysomelidae. Fue descrita en 1878 por Baly.